# Micandra
Micandra is een geslacht van vlinders van de familie Lycaenidae, uit de onderfamilie Theclinae.

## Soorten
- M. aegides (Felder & Felder, 1865)
- M. comae (Druce, 1907)
- M. cyda (Godman & Salvin, 1887)
- M. dignota (Draudt, 1921)
- M. ion (Druce, 1890)
- M. platyptera (Felder & Felder, 1865)
- M. sylvana (Lathy, 1936)